# 上田信彦
上田 信彦（うえだ のぶひこ、1964年〈昭和39年〉 - ）は、放送作家。

## 来歴
20歳で落語家を志し、3代目桂べかこに「桂ましゅ麿」の名で入門。師匠に物書きへの道を勧められ、疋田哲夫に師事する。以来、関西で数多くのヒット番組を手がける。現在はフリーの放送作家として関西のバラエティー番組の構成を中心に、ドラマや舞台、映画の脚本も手がけるなど多方面で活躍中。

## 担当番組

### 現在
- たかじんのそこまで言って委員会（読売テレビ）
- あさパラ!（読売テレビ）
- 上沼・高田のクギズケ!（読売テレビ）
- 情報バラエティ 土曜コロシアム（テレビ愛知）

### 過去担当番組
- ムハハnoたかじん（関西テレビ）
- 痛快!エブリデイ火曜日（関西テレビ）
- ざまぁKANKAN!（よみうりテレビ）
- EXテレビ（よみうりテレビ）
- たかじんnoばぁ～（よみうりテレビ）
- 大阪ほんわかテレビ（よみうりテレビ）
- 真冬の夜のミステリー（よみうりテレビ）
- 闇の謝肉祭～四聖獣殺人事件（よみうりテレビ）
- ナニワ借金道 盗られてたまるか!（よみうりテレビ）
- らぶどん（朝日放送）
- 痛快!サスペンスドラマ エブリデイを抹殺せよ!?（関西テレビ）
- 最後の晩餐（よみうりテレビ）
- BAN!BOO!ぱいん!!（よみうりテレビ）
- オモシロ好奇心☆どろんぱ!（よみうりテレビ）
- たかじんTV非常事態宣言（読売テレビ）
- 関ジャニドラマ 蹴鞠師（関西テレビ）
- ウェークアップ!ぷらす（読売テレビ）
- 週刊えみぃSHOW（読売テレビ）
- 愛の修羅バラ!（読売テレビ）
- たかじんNOマネー〜人生は金時なり〜（テレビ大阪）

## 著書
- 「有栖川有栖の鉄道ミステリ・ライブラリー」（角川文庫）収録、「箱の中の殺意」
- 「くるダス」（アスコム）くるダス製作委員会として

## 映画
- 「B」（脚本）

## 演劇
- 「桂ざこばのざっこばらん～弟子と家族と仲間たち」（脚本）